# 地獄堂霊界通信
『地獄堂霊界通信』（じごくどうれいかいつうしん）は、香月日輪による小説作品。イラストは前嶋昭人。ポプラ社から刊行されていた。2008年12月から同社より小説が装丁などを変えて出版された。イラストはみもり。
メディアミックスとして、1996年にはOVA・映画が製作された。2008年11月より講談社刊の雑誌『good!アフタヌーン』にて、新装版のイラストレーターであるみもりによりコミカライズされた。
第1シリーズと第2シリーズに大別される。第3シリーズ執筆の意向も語られていたが、原作者逝去により実現しなかった。

## あらすじ
5年生にして上院小の番長を務めるてつし、てつしの幼なじみで右腕的存在のリョーチン、短気なてつしをサポートする軍師役の椎名の三人組は、上院町内では知らぬ者などいない「町内イタズラ大王三人悪」。彼らはいつからか、町外れにある不気味な薬屋・極楽堂、通称「地獄堂」のおやじと親交を結ぶようになった。おやじによって異世界の力を与えられた三人悪は、術師として様々な霊や妖怪たちと対峙していく。

## 主な登場人物

### 三人悪
金森 てつし（かなもり てつし）
三人悪の一人でリーダー的存在。通称『上院のてつ』。愛称はてっちゃん。11歳、身長135cm、体重34kg。O型、5月5日生まれ、おうし座。小学五年生にして上院小をまとめる番長。実兄に『上院の竜』と呼ばれる中学生番長・竜也を持ち、彼を心底慕っている。男前だが口は悪く、態度も大きい。バカだが人情厚い兄貴肌であり高いリーダーシップを持つ。普段は集中力散漫だが土壇場では実力を発揮する（椎名曰く一発集中型らしい）。銃器などの武器が好きで、それらについては意外な知識や理解力を見せる。将来の夢は刑事かストリートファイター。
不動明王尊の力を持つ。真言は「なうまくさまんだばざらだんかん」。霊視能力は霊との波調が合えば見える程度（つまり普通の人レベル）。専用霊具は雷や炎、式鬼神などの呪札。対応する真言を唱えて対象へ投げ放つことで発動する符術を使う。攻撃に関しては高い実力を持ち、真言も呪札も使わず「気」だけで雷を呼んだこともある。とはいえまだまだ発展途上で細かな狙いをつけることが苦手であり、集中力の問題から式鬼に至っては形さえも定まっていない。
新島 良次（にいじま りょうじ）
三人悪の一人でてつしの右腕的存在。通称『向かいん家のリョーチン』。11歳､身長132cm、体重30kg、A型、7月4日生まれ、かに座。可愛い顔でおっちょこちょいかつ弱気な性格だが、慈悲深く優しい性格でもあり、動物や花を愛する妖精大好きのロマンチスト。反面、障害物競走をやらせれば右に出る者はいない韋駄天で、手先も器用（錠前外しは三人悪で一番上手い）。また、壊滅的なネーミングセンスの持ち主（例:蒼龍…ソーちゃん、死神…ギー）。将来の夢はペットショップの店員。
地蔵菩薩の力を持つ。真言は「おんかかかびさんまいえいそわか」。霊視能力はてつし以上、椎名以下。専用霊具は水晶の数珠。これを使って結界を張る能力を持ち、守る力に長けている。性格上てつしや椎名のように強気になれないが、だからこそ自分にしか出来ないこと（守ること）をやろうと思っており、実際彼の結界は大きな力になっている。霊媒としての才能もあり、（意図せずに）霊に憑かれたこともある。
椎名 裕介（しいな ゆうすけ）
三人悪の一人でてつしの軍師役。通称『1組の椎名』。11歳、身長136cm、体重32kg、O型、11月11日生まれ､さそり座。冷静、寡黙な頭脳派の美少年だが変人。無表情・無感動・無口であるので周囲には三無主義と揶揄される。思慮深く洞察力に長けており、そのシビアさとボキャブラリーは並の大人以上である。滅多に感情を表さないが、本気で怒るとてつしですら手に負えないほどに恐ろしいという一面を持つ。愛称で呼び合うてつしやリョーチンと違って、彼が苗字で呼ばれているのはそこまで気安くなれないから。母の実家が国内有数の資産家であり、絵画やアンティークが好きで知識も豊富。将来の夢は新興宗教の教祖かイギリスでの静かな田舎暮らし。
文殊菩薩の力を持つ。真言は「おんあらはしゃのう」。高い霊視能力を持ち、波調が合えば霊だけでなく、過去や未来までも見通せるほどの眼を持つ。専用霊具は神仏の言葉を収めた経典と、風の呪札、指南盤。式鬼を使うこともある（白い鳥の姿になる）。経典には日本語だけでなく様々な国の言語の呪文が記されているが椎名はそれらをほとんど全て覚えており、その気になればいつでもその呪文を唱えることが出来る。
第2シリーズで『幸福』と対峙した際、子供らしい純真な幸福を幻視したてつしやリョーチンと異なり、てつしとの心中願望を臭わす意味深な心情を暴かれ、精神的な屈辱を受けて激昂した。

### 協力者
おやじ
町外れに古くから建っている薬屋「極楽堂」（あまりにも不気味な雰囲気のため「地獄堂」と呼ばれる）の店主。てつしたちからはおやじと呼ばれる。机の上にある水晶玉を通して町での出来事を全て見ている。様々な霊具や知識、高い霊力を持つ正体不明の不気味で冷徹な老人。三人悪にそれぞれ神仏の力と霊具を授け、術師として導く。年齢は少なくとも百歳は超えている模様。身長160cm。
性格は一見して非常に冷たい。人の業や不条理な因果、どうしようもない悲しい運命を、笑って「やらせるようにやらせとけ」と受け流すため、三人悪を苛立たせることもよくある。しかし、彼らに対して術師の力以外にももっと根本的な心の上で重要なことを伝え、「人」として三人に大切なことを教えることもごくたまにある。
ガラコ
地獄堂のおやじに付き従う金色の目をした見事な毛艶を持つ黒猫。主人と同じ声で笑うなど主人同様得体が知れない。『変化』と呼ばれる化生の類であり、時に髪の長い人間の姿に変化することもある（ガラコの性別は不明）。お気に入りの場所はおやじの膝の上。
藤門 蒼龍（ふじかど そうりゅう） / 荻原 空也（おぎわら そらや）
日本よりはむしろ欧州を中心に活躍する高名な術師。長い黒髪を後ろで束ねた、一見モデルのような美丈夫。外見は20代半ばだが実は49歳。基本穏やかな性格で初期こそダンディかつ冷静な大人の男性だったが、最近は濃すぎる周囲に苦労させられっぱなし。リョーチンからは「ソーちゃん」と呼ばれる。
日本屈指の大霊能力者だった藤門龍雲の唯一の弟子。「藤門 蒼龍」は師が付けた名で本名は「荻原 空也」、寺の三男として生まれ7歳で入門した。師の遺言を果たすために上院町を訪ねた際に三人悪と知り合う。神剣「天臨丸」を用いて闘い、除霊を得意とする。異界（冥界、天界、妖精界など）にも顔が利く。「東洋の蒼い真珠」「ペイルブルー」（ペイルブルー＝青白い＝蒼）などの異名を持つ。三人悪にとっては術師の大先輩だが、『ドラえもん』『ウルトラマン』を知らない（幼少期は清貧な修行生活だったのでテレビなどを見ていない）など微妙なところでスキがあり、彼らにからかわれることもしばしば。特に椎名とは仲が良いのか悪いのか分からない口喧嘩を繰り広げ、惨敗している。
『妖怪アパートの幽雅な日常』に登場する術師・龍と同一人物説あり。
ゴールデン・アイズ
壮大な逸話が多数存在する、伝説の大魔道士。多数の妖獣を封じた魔道書・ヒエロゾイコンを持つ。「黄金の瞳」の名に反し、目や髪は黒く若い東洋人風の風貌。
第1シリーズ最終話にて、死神との決戦のために現れる。てつしたちは蒼龍がゴールデン・アイズではないかと睨んでいたが、その蒼龍に召喚されたことでこの説は崩れた。
決戦後の椎名の推測や、小突かれたてつしが受けた既視感などから地獄堂のおやじとの関わりが示唆されているが、真相は謎のままである。
『幸福』との戦いで守護妖精を生み出した際、椎名はゴールデン・アイズに似せてデザインした。

### 三人悪の家族・親族
金森 竜也（かなもり りゅうや）
てつしの兄で、上院中学2年生にして番長。三人悪からは「竜也兄」と呼ばれ慕われている。てつしと違い成績優秀、不言不動、端正な顔立ちはむしろ椎名に似ている。だが重度の低血圧で一日の大半は半病人状態。その代わり夜に強く、散歩という名の深夜徘徊が趣味。腕っぷしも男気もある硬派。
てつしたちが術師であることを知る数少ない一般人の一人（彼らの肉親では唯一）。懐の大きい兄貴分だが反面かなりの心配性で、てつしたちが死ぬ危険のあることに関わることを嫌っており、彼らを信頼しながらも常に心配している。
両親にまで呆れられるほどてつしに甘く、てつしの面倒を見すぎて同級生にも「あ〜ん」をやってしまう恥ずかしい癖がある生粋の兄バカ。だが、てつしがとんでもないことを（いつも以上に）やり過ぎて死に掛けたときは物凄い剣幕で彼を怒鳴り叱るなど、厳しい面もある。
身長160cmちょいぐらい、誕生日12月22日、O型、好物はコーヒー。
金森 俊久（かなもり としひさ）
てつしと竜也の父。銀行の副頭取。
金森 弥生（かなもり やよい）
てつしと竜也の母。おっとりした反面そそっかしい。
金森 竜太郎（かなもり りゅうたろう）
てつしと竜也の父方の祖父。関西在住で柔道場「竜王門道場」初代館長。70歳とは思えないほど元気かつやんちゃで、三人悪と組むと「四人悪」になると言われるほど。
金森 朱美（かなもり あけみ）
てつしと竜也のおば。「竜王門道場」現館長。
新島 三郎（にいじま さぶろう）
良次の父。大工の棟梁。
新島 愛子（にいじま あいこ）
良次の母。夫と子供4人、住み込み従業員3人の大所帯を切り盛りする肝っ玉母さん。
新島 良太（にいじま りょうた）
良次の兄。以前は妹たちと共に良次をいじめていたが、良次が金森兄弟と付き合い始めてからは下火になっている。良太なりに良次を気にかけており、帰りが遅かったりするとてつしに尋ねてくる。
新島 萌子（にいじま もえこ）
良次の姉。舞子とは双子。成績は良い方らしい。良次をいじめる。
新島 舞子（にいじま まいこ）
良次の姉。萌子とは双子。成績は良い方らしい。良次をいじめる。
まる
良次が飼っている雑種の小型犬、牡。以前は三人悪のお供をしていたが、彼らが地獄堂に通いだしてからはめっきり暇になった（地獄堂の前まではついて来るが店内には入らない）。だが、地獄堂のおやじからもらった飴玉を食べて魔犬と化し、襲ってきた野犬を返り討ちにしたり、単身行動時に霊に憑かれたところを捜し出したりと、良次の危機を救ったこともある。
『幸福』との戦いで守護妖精を生み出した際、良次はまるに似せてデザインした。
椎名 美麗（しいな みれい）
裕介の母。ファッション関係の仕事をしている優雅な雰囲気の美人。怒ると怖い。今でも夫にベタ惚れの、危ういまでに一途な面を持つ。
椎名 聡（しいな さとし）
裕介の父。作家。妻子とは同じマンションの別部屋に住んでいる（仲が悪いわけではなく、そういう生活様式）。人間嫌いで滅多に部屋から出ない。
錦原 光（にしきはら ひかる）
裕介の母方の伯父（美麗の実兄）。資産家である錦原家の現当主だが40歳にして未だ独身。

### 上院町の住人・仲間
亜月 カンナ（あづき カンナ）
術師としての能力はないが、菩薩のような広い心を持つ、元気いっぱいで天真爛漫な少女。それによって、人間不信に陥っていた日向や、他人を寄せ付けなかった流華の心を溶かした。運動神経抜群で、リョーチンと並ぶ脚力を持つ。科学が好きだが超常現象も信じていて、幼なじみの征将から貰った水晶のお守りを常に身に着けている。怒るとかなり怖く、てつしや日向、流華でさえもびびってしまうほど。髪はショートヘア。11歳、身長142cm、体重35kg、B型、12月7日生まれ、いて座。
拝 征将（おがみ ゆきまさ）
日本有数の術師の家系である「拝家」の分家の長男。カンナとは幼なじみ（椎名の見立てでは、まだ自覚のない相思相愛）で彼女からの愛称は「ユキ」。昔から体が弱く、必要最低限しか学校に通っていない。そのこともあって直接戦うことはないが、降霊の際の依り代としての才能に秀でており、神をも呼べるという。姉が4人いて、そのうちの2人は征将以上の霊力だが障害者で家から出られない（残る2人は普通に生活している）。第2シリーズでは、水晶のお守りを通して遠くからカンナに霊力を与え使わせられるようになった。11歳、身長150cm、体重38kg、O型、9月23日生まれ、おとめ座。
日向（ひなた）
イラズの森の霊気から生まれた霊獣（イヌガミ）という妖怪。性別は男性。かなりの毒舌家で、人見知りが激しいがカンナには懐いている。イタチに似た小動物から青年や少年、そして女性など、様々な姿に変化することができる。連れ合いの月代（つきしろ）を人間の心ない行いのせいで失い、人間のことを激しく憎んでいた（カンナのことも、最初は瀕死の月代を救う力を得るために食おうとしていた）。現在は亜月家でハクビシンとして飼われ、学校を含めカンナのお供をしたり姿を変えて遊びに出たりしている。約300歳（精神的には中学3年生レベル）、身長体重は変幻自在、血液型や誕生日は不明。
鳴神・アタリ・流華（なるかみ・アタリ・るか）
てつしたちのクラスに来た転校生でスペイン生まれの帰国子女。日本人の父・耕助（こうすけ）とスペイン人の母・レオノーラとの間に生まれたハーフであり、年に見合わぬ気品に満ちた美貌の持ち主。髪はウェーブのかかった黒い長髪。母方のグラディオラ家から古代エジプト起源の魔術を継承する魔女で、降霊術や薬の調合を得意とする。とても高飛車でプライドが高く、転入当初は周囲を寄せ付けなかったが、てつしやカンナの行為によって徐々に打ち解けるようになった。怒ると見境がつかず、ミドルネーム「アタリ」を「タタリ」と茶化したてつしをクラスメイトの前で何発も叩き「『上院のてつ』を殴った女子」なる不本意な勇名を馳せた。戦いの際はゾディアックという魔犬（犬型の守護霊）や、雷を呼ぶなどの術を使う。蒼龍に憧れ、慕っている。年上好きの説あり。蒼龍と知り合いの女性に軽い嫉妬を抱くこともある。11歳、身長143cm、体重36kg、AB型、2月4日生まれ、みずがめ座。
三田村 豪（みたむら ごう）
上院駅前交番に勤務する警察官で階級は巡査。いつも三人悪にからかわれており「ミッタン」と呼ばれると怒る。彼らが術師であるということなどは知らない。実は元・暴走族（名は黒龍党）という経歴の持ち主で、現在も言動が不良っぽい。射撃の腕は全国大会で優勝するほどで、退魔の銃弾を扱うためにてつしが体を借りた（魂を入れ替えた。三田村はその間眠らされていたので気付いていない）ことがある。祥子（しょうこ）というガールフレンドがいる。漫画版ではサングラスではなく眼鏡をかけている。25歳、身長180cmちょい、体重70㎏ちょい、O型、5月3日生まれ、おうし座。
牧原 宗士（まきはら そうし）
イラズ神社に務める神官（しかし霊力は皆無）。リョーチンに「マッキー」というあだ名を付けられた。三田村巡査の友人で合気道の達人だが、不良ではなかった。骨董品収集が趣味。三人悪が術師であることを知る一般人の一人で、彼らに協力させられたり、逆に相談を持ちかけたこともある。彼らが事件を通じて人間の暗い部分を知ることに抵抗を感じている。彼女はいないが、ある事件で異界の女性に惹かれたことがある。前嶋画とみもり画との容姿の差異は三田村よりも大きい。25歳、身長約180cm、体重約70㎏、A型、誕生日不明だがおそらくかに座。
如月 麻子（きさらぎ あさこ）
上院小学校の保健医。医師国家資格を持つため「女医」と呼ばれるが、面倒くさくなり恋人の勧めで保健医になったらしい。スタイル抜群の美人だが、手が早いのと一言多いのが玉に瑕。お洒落には興味なし。明るく能天気なお姉さんタイプ。両親と弟の4人暮らしで、家族で借りた家の怪異を相談したことがきっかけでてつしたちが術師であることを知る。借家で女の霊を見た後、見なかったことにした。隣町で小学校教師をしている婚約者がいる。

### 代表的な悪役
死神（しにがみ）
第1シリーズの黒幕といえる存在であり、度々三人悪の前に現れる最大の敵。通称「死神ギー」（リョーチン命名。蒼龍曰く、本名は人間には発音できないがしいて言えばこれが近い）。本来は死者の魂を冥界に運ぶ天使の一種だが、その役目を外れ魂を狩って己の力にし始めた。その力は三人悪はもとより、流華や蒼龍が加勢しても敵わないほど。
様々に姿を変えて人（霊）の心に取り憑き、彼らを利用するなど酷く残酷かつ悪辣。その目的は蛇神レヴィアタンを召喚して取り込み、次元の支配者となる力を得ることだった。しかし最後は、その依代にするはずだった征将にゴールデン・アイズが降臨させた大天使ルシフェルに倒され、同僚の死神たちにより地獄に連行、永遠に幽閉された。
暁（あかつき）
第2シリーズの黒幕的存在。非常にマイペースで人懐っこく、関西弁をしゃべる。
敵とは断言することが出来ず、気まぐれに現れてはちょっかいを出す（時たまてつしやリョーチンと低レベルな口喧嘩を繰り広げ、結局は負けて捨て台詞を吐いて逃げていく）という謎の存在。しかし時々狡猾な面を見せるなど韜晦なところも。宮崎アニメを見たことがあるらしい。
一応てつしたちは彼のことを「妖怪」ということにしている。蒼龍とは過去に何らかの関係があるらしいが詳細は不明。

## 既刊

### ポプラ社　ハードカバー版
第1シリーズ（5巻までジュニア文学館、6巻からミステリー＆ホラー文学館）
1. ワルガキ、幽霊にびびる! （1994年10月）ISBN 4-591-04595-1
2. ワルガキ、生き霊を追って走る! （1994年12月）ISBN 4-591-04642-7
3. ユーレイ屋敷の家なき子 （1995年4月）ISBN 4-591-04679-6
4. ワルガキ、初恋をする!? （1995年7月）ISBN 4-591-04820-9
5. ワルガキと、うわさの幽霊通り （1995年11月）ISBN 4-591-04902-7
6. ワルガキと魔女の転校生 （1996年4月）ISBN 4-591-04973-6
7. ワルガキと満月の人魚 （1996年8月）ISBN 4-591-05138-2
8. ワルガキと地獄のドライブ （1996年11月）ISBN 4-591-05210-9
9. ワルガキとひとりぼっちの超能力者（エスパー） （1997年5月）ISBN 4-591-05392-X
10. ワルガキvs死神 さいごの戦い （1997年11月）ISBN 4-591-05481-0

第2シリーズ（ミステリー＆ホラー文学館）
1. 魔弾の射手（2001年2月）ISBN 4-591-06618-5
2. ワルガキin恐怖の花園（2001年7月）ISBN 4-591-06872-2
3. ワルガキ 最悪の危機（クライシス）（2001年12月）ISBN 4-591-07026-3
4. 闇からの挑戦状（2003年1月）ISBN 4-591-07388-2
5. 幸福という名の怪物（2003年12月）ISBN 4-591-07880-9
6. そこにいる ずっといる……（2005年3月）ISBN 4-591-08591-0

### ポプラ社　ホラー文庫H
1. ワルガキ、幽霊にびびる！（1997年7月）ISBN 4-591-05446-2
2. うわさの幽霊通り（1997年7月）ISBN 4-591-05447-0
3. 生き霊を追って走る！（1997年9月）ISBN 4-591-05468-3
4. 妖魔のすむ家（1997年9月）ISBN 4-591-05469-1
5. ユーレイ屋敷の家なき子（1997年12月）ISBN 4-591-05508-6

### 講談社ノベルス
- 完全版 地獄堂霊界通信 (1) （2008年12月）ISBN 978-4-06-182627-4
- 完全版 地獄堂霊界通信 (2) （2009年4月）ISBN 978-4-06-182643-4
- 完全版 地獄堂霊界通信 (3) （2009年8月）ISBN 978-4-06-182665-6
- 完全版 地獄堂霊界通信 (4) （2009年12月）ISBN 978-4-06-182691-5
- 完全版 地獄堂霊界通信 (5) （2010年5月）ISBN 978-4-06-182712-7
- 完全版 地獄堂霊界通信 (6) （2010年12月）ISBN 978-4-06-182758-5
- 完全版 地獄堂霊界通信 (7) （2011年4月）ISBN 978-4-06-182774-5
- 完全版 地獄堂霊界通信 (8) （2011年9月）ISBN 978-4-06-182798-1

### 青い鳥文庫
- （1）（2013年7月）ISBN 978-4-06-285372-9
- （2）幽霊屋敷の巻（2013年12月）ISBN 978-4-06-285396-5

### 講談社文庫
カバー挿画：瀬知エリカ
- （1）（2015年9月）ISBN 978-4-06-293208-0
- （2）（2015年9月）ISBN 978-4-06-293209-7
- （3）（2015年11月）ISBN 978-4-06-293264-6
- （4）（2016年5月）ISBN 978-4-06-293402-2
- （5）（2016年7月）ISBN 978-4-06-293458-9
- （6）（2016年10月）ISBN 978-4-06-293524-1
- （7）（2017年1月）ISBN 978-4-06-293585-2
- （8）（2017年4月）ISBN 978-4-06-293646-0

### 漫画
- みもり（漫画）香月日輪（原作）『地獄堂霊界通信』講談社〈good!アフタヌーン〉、全12巻
  1. 2010年2月5日発売、ISBN 978-4-06-310625-1
  2. 2010年10月7日発売、ISBN 978-4-06-310684-8
  3. 2011年4月7日発売、ISBN 978-4-06-310741-8
  4. 2012年1月6日発売、ISBN 978-4-06-310796-8
  5. 2012年11月9日発売、ISBN 978-4-06-387848-6
  6. 2013年8月7日発売、ISBN 978-4-06-387910-0
  7. 2014年5月7日発売、ISBN 978-4-06-387971-1
  8. 2015年1月7日発売、ISBN 978-4-06-388025-0
  9. 2015年10月7日発売、ISBN 978-4-06-388090-8
  10. 2018年4月9日発売、ISBN 978-4-06-511237-3
  11. 2019年4月9日発売、ISBN 978-4-06-514786-3
  12. 2020年9月7日発売、ISBN 978-4-06-520120-6
- みもり（漫画）香月日輪（原作）『新・地獄堂霊界通信』講談社〈good!アフタヌーン〉、既刊4巻（2024年10月7日現在）
  1. 2021年10月6日発売、ISBN 978-4-06-525174-4
  2. 2022年10月6日発売、ISBN 978-4-06-529223-5
  3. 2023年10月5日発売、ISBN 978-4-06-533213-9
  4. 2024年10月7日発売、ISBN 978-4-06-536355-3

## OVA
東映VANIMEのレーベルでOVAとして1996年発売。DVDは2009年7月21日発売。

### スタッフ（OVA）
- 原作 - 「地獄堂霊界通信」作・香月日輪、絵・前嶋昭人
- 企画 - 高橋尚子
- 企画協力 - ポプラ社編集部
- プロデューサー - 竹本克明、嶋津毅彦
- 宣伝プロデューサー - 小田元浩
- 脚本 - 高橋美幸
- 音楽 - 埜邑紀見男
- キャラクターデザイン・作画監督 - 杉本道明
- 美術監督 - 西川淳一郎
- 撮影監督 - 鳥越一志
- 音響監督 - 藤山房伸
- 製作担当 - 今成英司
- 製作デスク - 当房哲也
- 制作進行 - 鵜飼康之、柴田知典、小川武、吉田敏裕
- 制作協力 - 東映動画、トランス・アーツ
- 演出 - 佐藤順一、細田雅弘
- 演出助手 - カサヰケンイチ
- 総監督 - 佐藤順一
- 製作 - 東映ビデオ、東北新社

### キャスト（OVA）
- 金森てつし - 高乃麗
- 新島良次 - 長沢美樹
- 椎名裕介 - 高山みなみ
- 地獄堂のおやじ - 西川幾雄
- 如月先生 - 富沢美智恵
- 三田村巡査 - 石井康嗣
- 吉本 - 冬馬由美
- 早瀬 - 増田ゆき
- 妖怪 - 江原正士
- ナレーション - 神田陽子

## 映画
1996年4月13日、東映系にて公開。東映スーパーヒーローフェアに替わるゴールデンウィーク映画として公開された。配給収入は1億円未満。

### スタッフ（映画）
- 製作 - 東映、東映ビデオ
- 監督 - 那須博之
- 脚本 - 菅良幸、那須真知子
- 撮影 - 森勝
- 美術 - 和田洋
- 照明 - 才木勝
- 録音 - 曽我薫
- 編集 - 阿部嘉之
- 助監督 - 上山勝彦
- 記録 - 生田透子
- 音楽 - 埜邑紀見男
- 主題歌 - 地獄堂'Z「超こわい!」
- EDダンス振付 - TORA、福田昌弘
- 音響効果 - 原田千昭、真道正樹
- 衣装スーパーバイザー - 佃明子
- ファイティングスーパーバイザー - 廣戸聡一
- 技斗 - 金田治、村上潤
- 操演 - 國米修市、三浦さとみ、佐久間敏則
- 特殊メイク - 若狭新一、伊藤成昭、八木文彦、木下かおり、鈴木志穂、原千恵、飯田文江、加藤亜希子、関根喜見子、江久保暢宏
- 特撮ユニット：特撮研究所
  - 特撮スーパーバイザー - 矢島信男
  - 特撮監督 - 佛田洋
  - 操演：鈴木昶、尾上克郎、阿部匠
  - 美術：木植健次、竹内俊介
  - 撮影：高橋政千、中根伸治、鈴木敬三
  - 照明：保坂芳美、井村倫教
- 劇中映画 - 石川義寛「怪猫呪いの沼」
- 視覚効果 - マリンポスト、スペシャルエフエックス スタジオ、映画工房
- 現像・デジタル合成 - 東映化学
- スタジオ - 東映東京撮影所
- プロデュース - 佐藤和之、菊池淳夫
- 企画 - 坂上順
- 製作者 - 渡邊亮徳

### キャスト（映画）
- 金森てつし - 田中鈴之助
- 新島良次 - 中山貴将
- 椎名裕介 - 大竹隆太
- 地獄堂店主 - 本田博太郎
- 亜月カンナ - 吉野紗香
- 如月麻子 - 森崎めぐみ
- 日向 - 川本淳一
- 月代 - 上野正希子
- 老婆 - 草薙幸二郎
- 大田原 - 峰岸徹
- 浜田甲一郎 - 本郷直樹

## ドラマCD
2013年8月7日発売の漫画版コミックス第6巻特装版に付属。

### キャスト（ドラマCD）
- 金森てつし - 竹内順子
- 新島良次 - 釘宮理恵
- 椎名裕介 - 皆川純子
- おやじ - 麦人
- 亜月カンナ - 斎藤千和
- 拝征将 - 岡本信彦
- 日向 - 森久保祥太郎
- 鳴神流華 - 堀江由衣
- 金森竜也 - 櫻井孝宏
- 藤門蒼龍 - 森川智之
- 三田村豪 - 大川透
- 牧原宗士 - 森田成一
- 上院中学校関係者
  - 西崎由宇 - 佐藤聡美
  - 土方先生 - 藤原啓治
  - 早乙女先生 - 鈴村健一
  - 平塚真 - 新井里美
  - 清水風助・正風 - 小野大輔
  - 玉井先生 - 保志総一朗
  - 田村先生 - 掛川裕彦
  - 本田美紀 - 能登麻美子
  - 川崎 - 松岡禎丞